# Apornas planet: Uppgörelsen
Apornas planet: Uppgörelsen (engelska: Dawn of the Planet of the Apes) är en amerikansk postapokalyptisk science fiction-film från 2014, regisserad av Matt Reeves. Det är en uppföljare till Apornas planet: (r)Evolution från 2011. Andy Serkis repriserar sin roll som apornas ledare Caesar. Vid Oscarsgalan 2015 nominerades filmen till en Oscar för Bästa specialeffekter.
Filmen hade biopremiär i Sverige den 18 juli 2014, utgiven av 20th Century Fox.

## Handling
En epidemi av den dödliga ALZ-113 viruset bryter ut och i varje land har den mänskliga civilisationen blivit totalt utplånad efter krigslagar, oroligheter och ekonomiska kollapser. Tio år senare finns det en koloni i San Francisco bebodda av överlevande människor, immuna mot viruset, som kämpar för att få kontakt med andra kolonier i omvärlden. I en skog nära staden bor en generation av intelligenta apor i ett samhälle, styrd och ledda av Caesar (Andy Serkis). Aporna har länge trott att människorna var utrotade men när båda grupperna stöter på varandra uppstår det omedelbart oroligheter och misstankar. Caesar sluter fred med människorna men lovar att aporna kommer att kriga om de måste. Samtidigt i staden håller bränslet som ger ström på att ta slut och en grupp människor, ledda av Malcolm (Jason Clarke), har en lösning genom att få igång en vattenkraftsdamm. Oturligt nog befinner sig dammen i apornas territorium, vilket tvingar båda grupperna att samarbeta med varandra för att behålla freden.

## Rollista
| - Jason Clarke – Malcolm - Gary Oldman – Dreyfus - Keri Russell – Ellie - Kodi Smit-McPhee – Alexander - Kirk Acevedo – Carver - Jon Eyez – Foster - Enrique Murciano – Kemp - Jocko Sims – Werner - Keir O'Donnell – Finney - Kevin Rankin – McVeigh - Lombardo Boyar – Terry - Mustafa Harris – Officer | - Andy Serkis – Caesar - Toby Kebbell – Koba - Nick Thurston – Blue Eyes - Karin Konoval – Maurice - Doc Shaw – Ash - Judy Greer – Cornelia - Terry Notary – Rocket - Lee Ross – Grey |

### Fotnoter
1. ↑  ”Dawn of the Planet of the Apes (2014)”. the-numbers. https://www.the-numbers.com/movie/Dawn-of-the-Planet-of-the-Apes#tab=summary. Läst 28 maj 2023.
2. ↑  ”Dawn of the Planet of the Apes”. Box Office Mojo. https://www.boxofficemojo.com/title/tt2103281/. Läst 28 maj 2023.
3. ↑  ”Apornas planet: Uppgörelsen (2014) - SFdb”. https://www.svenskfilmdatabas.se/sv/item/?type=film&itemid=79689. Läst 28 maj 2023.
4. ↑  ”Dawn of the Planet of the Apes (2014) - Awards - IMDb” (på amerikansk engelska). https://www.imdb.com/title/tt2103281/awards/. Läst 28 maj 2023.